# Boris Pawlowitsch Gratschow
Boris Pawlowitsch Gratschow (russisch Борис Павлович Грачёв, englische Transkription und FIDE-Bezeichnung Boris Grachev; * 27. März 1986 in Moskau) ist ein russischer Schachmeister.

## Leben
Gratschow lernte das Schachspiel mit vier Jahren. Er wurde U10-Jugendweltmeister in São Lourenço im Jahr 1995. Gratschow siegte oder belegte vordere Plätze in mehreren Turnieren: I.-III. Platz beim Open in Samara 2002, I. Platz beim russischen Pokal 04 in Moskau 2002, I. Platz bei der russischen U-20 Juniorenmeisterschaften in Tscheboksary 2006, I. Platz beim 1. Rundenturnier in Lublin 2009, I. Platz beim Open in Biel 2009, I. Platz beim Young GM Turnier in Moskau 2011, I.-II. Platz beim Weihnachtsopen in Zürich 2011 und I. Platz beim Hilton Open in Basel 2012.
Vereinsschach spielte er in der deutschen Schachbundesliga von 2011 bis 2013 für den SV Mülheim-Nord, in Kroatien spielt er für den ŠK Rijeka. In Russland wurde er 2010 und 2011 mit SchSM-64 Moskau Mannschaftsmeister, außerdem spielte er in Russland für Lada Toljatti und Politechnik Nischni Tagil. Mit SchSM-64 Moskau (seit 2013 SchSM-Nasche Nasledije Moskau) nahm er fünfmal am European Club Cup teil, er erreichte mit der Mannschaft 2012 den dritten Platz, in der Einzelwertung gelang ihm 2012 das beste Ergebnis am sechsten und 2014 das zweitbeste Ergebnis am vierten Brett. Den Titel Internationaler Meister erhielt er 2002, Großmeister (GM) ist er seit 2007. Die GM-Normen erfüllte er 2004 beim Open in Cappelle-la-Grande, 2006 bei der russischen Mannschaftsmeisterschaft, beim Czech Open in Pardubice sowie bei einem GM-Turnier in Wladimir.